# Giuseppe Carraro
Giuseppe Carraro (Mira (Italie) 26 juin 1899 - Vérone 30 décembre 1980), est un évêque italien du XXe siècle, reconnu vénérable par l'Église catholique.

## Biographie
Giuseppe Carraro naît le 26 juin 1899 à Mira, en Italie, dans une famille pauvre et profondément chrétienne. C'est dans ce contexte religieux qu'il décide de devenir prêtre. Il est ordonné prêtre le 31 mars 1923 par Mgr Longhin (aujourd'hui bienheureux). Il devient recteur du séminaire diocésain en 1944. 
Il est nommé par Pie XII évêque auxiliaire de Trévise le 29 septembre 1952 avec le titre d'évêque titulaire d'Usula (de) et consacré évêque le 1er novembre 1952. Il devient évêque de Vittorio Veneto le 9 avril 1956 et le 15 décembre 1958, évêque de Vérone, succédant à Mgr Urbani. Il demeure vingt ans à ce poste. Il démissionne pour raison de santé le 19 mai 1978, est alors évêque émérite, et meurt deux ans plus tard, le 30 décembre 1980.
Mgr Carraro participa au Concile Vatican II, en particulier sur l'élaboration de la formation des prêtres. Dès lors, il ne cessera de propager et mettre en œuvre les nouvelles mesures prises par le Concile dans son diocèse de Vérone.

## Béatification
- 2005 : introduction de la cause en béatification
- 17 juillet 2015 : le pape François lui attribue le titre de vénérable.